# Cantharocnemis filippovi
Cantharocnemis filippovi là một loài bọ cánh cứng trong họ Cerambycidae.